# Pholidoptera ebneri
Pholidoptera ebneri är en insektsart som beskrevs av Willy Adolf Theodor Ramme 1931. Pholidoptera ebneri ingår i släktet Pholidoptera och familjen vårtbitare. Inga underarter finns listade i Catalogue of Life.